# Лев Потійович Тишкович
Лев Потійович Тишкович (ст.-укр. Лєв Патиєвич Тишкович, пол. Lew Patejewicz Tyszkowicz; пом. 1 квітня 1550, Краків) — руський шляхтич з Підляшшя, дворянин королеви Бони Сфорци (1537–46), дяк господарський (1543–46), писар великий литовський (1546–50).

### Походження
Народився в родині підляського лісничого (1529–42) і дворянина господарського Патея (Потія) Тишковича та берестейської зем'янки Марини N, що першим шлюбом була за Богданом Львовичем Боговитиновичем. 
Ім'я батька зринає в судовій тяжбі з Костюшком Федоровичем щодо розмежування отчизних земель Кореневських, жереб'я Дремльово і острова Гнівова, від приналежного останньому с. Сехновичі. Патей виставив на підтвердження думки 222 свідків, зокрема 6 шляхтичів, проти 171 селянина від Костюшка. Сигізмунд Старий виніс присуд на користь першого й 27 травня 1529 р. видав відповідний судовий лист.

### Життєпис
В 1545 році Лев Потій як королівський комісар Сигізмунда Августа об'їхав і здійснив люстрацію (ревізію) замків Волинської землі. В документі, серед іншого, згадано Дмитра Вишневецького, наведено перелік його власності.
Дружина — Ганна Лоза (Лозчанка) гербу Кораб (шлюб після 1541 р.), по смерті чоловіка вийшла вдруге заміж за смоленського каштеляна Домініка Паца. Діти:
- Адам (церковне ім'я — Іпатій)
- Федір Потій (Поцей) Кореневський — суддя земський берестейський (у 1580 р.)
- Лев — суддя земський берестейський (у 1596 р.).[6]